# 27 березня
27 березня — 86-й день року (87-й у високосні роки) у григоріанському календарі. До кінця року залишається 279 днів.

## Свята та пам'ятні дні

### Міжнародні
- ООН Всесвітній день театру встановлений IX конгресом Міжнародного інституту театру (МІТ; 1961).
- Міжнародний День віскі.

### Національні
- М'янма: День збройних сил
- Ангола: День Перемоги
- Японія: Свято цвітіння Сакури (Ханами 花 見)
- США: Національний День Джо

### Професійні
- Україна: День нефролога

## Іменини
✙ Православні: Матрона, Іван.
✝  Католицькі:

## Події
- 1111 — на завершальній фазі походу руських князів проти половців відбулася битва при Сальниці, в якій Святополк Ізяславич і Володимир Мономах розбили військо супротивника.
- 1664 — поляками розстріляно українського гетьмана Івана Виговського.
- 1668 — Карл II передав Бомбей в оренду Британській Ост-Індській компанії за річну плату £10.
- 1794 — Конгрес США заснував постійно діючий військовий флот Союзу.
- 1854 — Англія і Франція оголосили війну Росії (раніше це зробила Туреччина).
- 1860 — мешканець Нью-Йорку Майкл Бірн запантетував коркотяг.
- 1898 — підписання Російсько-китайської конвенції, що передбачала надання Росії в орендне користування міста Порт-Артур (Люйшунь) і Далянь (Дальний).
- 1914 — І. Сікорський на своєму літаку С-6А встановив світовий рекорд швидкості з 4 пасажирами — 106 км/год.
- 1964 — Великий Аляскинський землетрус магнітудою 9.2, найсильніший землетрус у Північній Америці та другий за потужністю за всю історію спостережень.
- 1977 — два пасажирські літаки зіткнулися в аеропорту Тенерифе, загинуло 583 людини. Найбільша катастрофа в історії цивільної авіації.
- 1998 — FDA дозволило застосування перорального засобу «Віагра» компанії Pfizer при еректильній дисфункції.
- 1999 — утворено альянс Renault–Nissan.
- 2011 — інтронізація нового Глави УГКЦ єпископа Святослава Шевчука у Патріаршому соборі Воскресіння Христового у Києві.
- 2014 — Генеральна Асамблея ООН підтримала територіальну цілісність України, визнавши Крим і Севастополь її невід'ємними частинами. За відповідну резолюцію проголосували 100 країн-членів ООН зі 194. Проти проголосували 11 країн, 58 країн утрималися, решта не брали участі в голосуванні.[2]
- 2020 — Північна Македонія стала 30-м членом НАТО.
- 2021 — Іран і КНР підписують 25-річну угоду про всеосяжну співпрацю.

## Народились
Дивись також Категорія:Народились 27 березня
- 1797 — Альфред Віктор де Віньї, французький поет і письменник романтичного напряму.
- 1822 — Анрі Мюрже, французький письменник.
- 1845 — Вільгельм Рентген, німецький фізик, перший лауреат Нобелівської премії з фізики.
- 1851 — Олексій Сапунов, білоруський історик, краєзнавець.
- 1863 — Генрі Ройс, британський підприємець, засновник компанії «Роллс Ройс».
- 1870 — Олександр Безредка, український і французький мікробіолог.
- 1871 — Генріх Манн, німецький письменник-реаліст; старший брат письменника Томаса Манна.
- 1881 — Аркадій Аверченко, гуморист, письменник, журналіст, видавець.
- 1886 — Володимир Бурлюк, український живописець-авангардист, один з основоположників футуризму
- 1886 — Людвіг Міс ван дер Рое, німецький архітектор, представник інтернаціонального стилю.
- 1899 — Франсіс Понж, французький поет.
- 1901 — Ейсаку Сато, прем'єр-міністр Японії у 1967—1972, нобелівський лауреат миру у 1974.
- 1911 — Михайло Сорока, український правозахисник, діяч ОУН, учасник Кенгірського повстання в'язнів проти СРСР.
- 1916 — Іван Чиженко, український вчений у галузі електротехніки.
- 1918 — Ірина Банах-Твердохліб, українська художниця, майстриня декоративно-ужиткового мистецтва.
- 1939 — Людмила Боярська, художник-постановник львівського театру імені Марії Заньковецької, заслужений діяч мистецтв України.
- 1941 — Іван Гашпарович, президент Словацької Республіки.
- 1963 — Квентін Тарантіно, американський кінорежисер.
- 1969 — Мерая Кері, американська поп співачка, актриса.
- 1969 — Андрій Алексаненков, український футболіст і тренер.
- 1971 — Девід Култхард, шотландський автогонщик, пілот Формули-1.
- 1988 — Джессі Джей, британська поп-співачка та автор-виконавець.
- 1996 — Розабель Лауренті Селлерс, американсько-італійська акторка.
- 1997 — Людмила Лузан, українська веслувальниця-каноїстка, срібна і бронзова призерка Олімпіади-2020.

## Померли

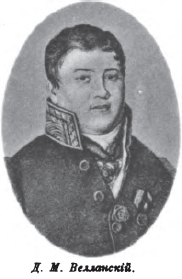
Данило Велланський

Марія Садовська-Барілотті

Дивись також Категорія:Померли 27 березня
- 215 до н. е. — імператор Корей, 7-й імператор Японії, синтоїстське божество, легендарний монарх.
- 1664 — Іван Виговський, український гетьман, розстріляний поляками.
- 1770 — Джованні Баттіста Тьєполо, італійський художник, один з найпримітніших майстрів італійського рококо.
- 1847 — Данило Велланський, український вчений-медик, натурфілософ з роду Велланських.
- 1891 — Марія Садовська-Барілотті, українська співачка-сопрано і драматична акторка, сестра Івана Карпенка-Карого, Миколи Садовського й Панаса Саксаганського.
- 1899 — Юлій Ставровський, український письменник у Словаччині.
- 1906 — Ежен Кар'єр, французький художник і графік.
- 1968 — Юрій Гагарін, перший у світі космонавт.
- 1972 — Мауріц Корнеліс Ешер, нідерландський художник-графік.
- 2001 — Борис Раушенбах, академік у галузі ракетно-космічної техніки.
- 2002 — Біллі Вайлдер, американський кінорежисер і сценарист. Лауреат премії «Оскар».
- 2006 — Станіслав Лем, польський письменник-фантаст.
- 2010 — Василь Смислов, радянський шаховий гросмейстер, чемпіон світу 1957—1958 рр.
- 2012 — Михайло Бєліков, український кінорежисер, кінооператор і сценарист.